# Іштван Месарош (філософ)
І́штван Ме́сарош (угор. Mészáros István, 19 грудня 1930 — 1 жовтня 2017) — угорський філософ-марксист, заслужений професор Сассекського університету (Велика Британія). Провідний представник сучасного «західного марксизму».

## Життєпис
Виходець з небагатої сім'ї, виховувався матір'ю — робітницею. Почав працювати на заводі у дванадцять років, підробивши своє свідоцтво про народження (мінімальний робітничий вік тоді в Угорщини становив шістнадцять років). Молодим працівником вперше зіткнувся з міжнародною експлуатацією праці та нерівноправ’ям в оплаті праці чоловіків і жінок — його товариші, дорослі робітники, працюючи на підприємстві іноземного власника (радіоаводі Standard), отримували більше, ніж його матір, яка працювала на угорського роботодавця.
Тільки після закінчення Другої світової війни Месарош зміг нарешті зайнятися освітою, до якої мав природний потяг. Почав працювати асистентом Дьйордя Лукача в Інституті естетики Будапештського університету, в якому 1954 року захистив докторську дисертацію. Разом із Міклошем Крашшо перекладав праці Лукача з німецької на угорську мову. В Інституті естетики існувала можливість творчої розробки суспільно важливих питань, незалежно від офіційного сталінського догматизму. Але після поразки Угорської революції 1956 року і вторгнення Радянської армії така можливість зникла. Месарош вирушив у вигнання спочатку до Італії, де викладав у Туринському університеті, а пізніше до Великої Британії, де працював в Університеті Сейнт-Ендрюс (Шотляндія) і Сассекському університеті (Англія). У 1972-1977 роках обіймав посаду професора філософії у Йоркському університеті (Канада). Головні свої книжки Месарош написав і видав англійською мовою.

## Ідеї
Найвідоміша Месарошева книга «По той бік капіталу» (1995), яку він писав більше тридцяти років, має підзаголовок «До теорії перехідного періоду». Відповідно у цій книзі він намагається намалювати контури майбутнього переходу від капітального ладу (істнуючий лад він називає саме капітальним, а не капіталістичним, що він, на його думку, є окремим випадком капітального ладу) до соціалізму, що має розпочатися «на другий день після революції».
За Месарошем, капітал, це — органічна система суспільного обміну речовин (соціального метаболізму), що містить низку принципових протиріч, що й зумовлює тимчасовий характер цієї системи. Наша доба є часом поглиблення кризи капіталу через досягнення ним своїх меж. Звідси непримиренні антагонізми між транснаціональним капіталом («купкою світових гравців») і національними державами, загострення екологічних проблєм («катастрофічний вплив способів виробництва „передового” капіталу на довкілля»), відкладена емансипація жінок («повна неспроможність капітальної системи знайти розв’язання для питання визволення жінок і забезпечення справжньої рівности»), марнотратне виробництво, хронічне масове безробіття, людська деградація, особливо на «периферії» капіталістичного світу. На думку Месароша, ця криза розпочалась наприкінці 1960-х — на початку 1970-х років і відріжняється від «звичайних» циклічних криз капіталістичного виробництва: теперішня криза є «структурною», — такою, що охоплює всі сфери суспільного життя.
Капітал має жорстку ієрархію і командну структуру, що потребує контролю та управлення (за допомогою світової імперіалістичної системи з її поділом на «метрополії» та «периферії»), що їх забезпечити стає чимдалі важче. Страх втратити контроль над ситуацією підштовхує сучасний імперіалізм до посилення авторитаризму, в т. ч. всередині розвинених капіталістичних країн, де поступово розмиваються межі між «звичайним» капіталізмом і фашизмом, і до агресивної експансії — як територіальної (військові інтервенції, економічні блокади та санкції), так і всередині капіталістичних суспільств. Капітал починає вторгатися до сфер, що раніше не підпорядковувалися його владі безпосередньо (медицина, освіта, комунальне господарство, інфраструктура), щоб комерціалізувати їх і включити до системи видобування додаткової вартості. Відповідь на цей «виклик історичного часу», за Месарошем, залишається незмінною від часів Рози Люксембург (1871-1919): «соціалізм або варварство».
Месарош вважає, що соціальна революція, що стоїть на порядку денному, не буде соціалістичною — вона буде антикапіталістичною, себто задавати напрямок руху в бік подолання диктатури капіталу в суспільстві. Постреволюційні (посткапіталістичні) суспільства залишатимуться частиною систему капіталу доти, доки антикапіталістичний рух не охопить всю планету, що означатиме світову соціалістичну революцію, яку Месарош розглядає не як єдиний радикальний акт, але як процес. Важливість розробки «теорії перехідного періоду» є надзвичайною, адже саме вона має підказати форми, що в них захоплення влади може призвести до скасування капіталу. Якщо таку теорію не буде розроблено, соціалістичний рух не зможе вийти з тупика, в якому він перебуває останні десятиліття. При цьому треба уникати пастки утопізму — намагатися вже тепер докладно описувати майбутнє суспільство. Хоча утопічні схеми можуть задовольнити безпосередню потребу бачити альтернативу сучасному світу капіталу, вони зазвичай не спроможні піднести думку вище горизонту тієї суспільної формації, яку ці схеми покликані критикувати.
Месарош виступає з критикою того переконання, що матеріальні умови капіталізму можна безпосередньо використовувати для наближення суспільства, заснованого на некапіталістичному виробництві. Насправді, як стверджує Месарош, ні централізація капіталу, ні усуспільнення праці за капіталізму не можуть «автоматично» призвести до соціалізму. Матеріальні умови капіталізму тісно пов’язані з класовою, статевою та расовою ієрархією, і думати, що просте захоплення влади, усунення від управління засобами виробництва капіталістів («уособлень капіталу») та перерозподіл суспільного доходу перетворює капітальну систему на соціалістичну, є ілюзією. Першим кроком на шляху дійсно корінних суспільних перетворень має стати абсолютне заперечення капіталу як у політиці (скасування парламентського режиму, як сукупності відносин влади, що в політиці відображають капіталістичні виробничі відносини), так і в економіці (децентралізація виробництва та передача повноважень приймати виробничі рішення безпосереднім виробникам). Цей крок може зробити тільки масовий позапарламентський робітничий рух.

## Сучасники про Іштвана Месароша
Деніел Зінгер (про книгу «По той бік капіталу»):

Не тільки глибока у своєму аналізі, але й пристрасна у своєму співчутті до пригноблених і їхньої боротьби за визволення.

Майкл А. Лебовіц:

Для мене Іштван Месарош є одним з небагатьох людей, хто зробив значний внесок у марксистську думку. Як і самого Маркса, його читати не легко, але витрачені зусилля того, безумовно, варті.

## Твори
- 1955 — Сатира і дійсність (Satire and Reality)
- 1958 — Повстання інтелігенції в Угорщині (La revolta degli intellettuali in Ungheria)
- 1964 — Аттіла Йозеф і сучасне мистецтво (Attila József e l'arte moderna)
- 1970 — Марксова теорія відчуження (Marx's Theory of Alienation)
- 1972 — Лукачеве розуміння діалектики (Lukács' Concept of Dialectic)
- 1978 — Неоколоніальна особистість і контр-свідомість. Нариси з культурної деколонізації [разом з Ренато Константіно] (Neocolonial Identity and Counter-consciousness: Essays in Cultural Decolonisation)
- 1979 — Творчість Сартра. У пошуках свободи (The Work of Sartre: Search for Freedom)
- 1986 — Філософія, ідеологія й суспільнознавство (Philosophy, Ideology and Social Science)
- 1989 — Міць ідеології (The Power of Ideology)
- 1995 — По той бік капіталу (Beyond Capital)
- 2001 — Соціалізм або варварство. Альтернатива капіталістичному суспільному ладу: від «Американського століття» до роздоріжжя (Socialism or Barbarism: Alternative to Capital's Social Order: From the "American Century" to the Crossroads)
- 2005 — Освіта по той бік капіталу (A Educação para além do capital)
- 2007 — Виклик і тягар історичного часу (O desafio e o fardo do tempo histórico)
- 2009 — Структурна криза капіталізму (The Structural Crisis of Capital)
- 2010 — Історична невідкладність соціалістичного наступу (Historical Actuality of the Socialist Offensive)
- 2010 — Суспільний лад і форми свідомості. Том 1. Суспільне визначення методи (Social Structure and Forms of Consciousness, Volume I: The Social Determination of Method)
- 2011 — Суспільний лад і форми свідомості. Том 2. Діалектика устрою та історії (Social Structure and Forms of Consciousness, Volume II: The Dialectic of Structure and History)
- 2012 — Творчість Сартра. У пошуках свободи та виклик історії (The Work of Sartre: Search for Freedom and the Challenge of History)
- 2022 — По той бік Левіятану (Beyond Leviathan: Critique of the State)

### Твори Месароша
- Спадщина 1848 року та дилєми демократичних революцій (2000) [Архівовано 29 жовтня 2018 у Wayback Machine.]
- Неґативність у Сартра та Маркузе. Спосіб порушення проблєми залежить від панівної ідеолоґії (2010) [Архівовано 25 травня 2015 у Wayback Machine.]
- Альтернатива парляментаризму (2010) [Архівовано 7 квітня 2015 у Wayback Machine.]
- Архів І. Месароша на Marxists.org [Архівовано 13 квітня 2012 у Wayback Machine.] (англ.)
- І. Месарош на сайті ж-лу та в-ва «Monthly Review» [Архівовано 10 жовтня 2011 у Wayback Machine.] (англ.)
- І. Месарош на сторінках ж-лу «Скепсис» [Архівовано 14 жовтня 2011 у Wayback Machine.] (рос.)

### Про нього
- Роман Тиса. Іштван Месарош і формаційна криза капіталізму (2020) [Архівовано 5 червня 2020 у Wayback Machine.]